# Homonímia (taxonomia)
Homonímia, segundo o Código é a identidade de grafia de nomes disponíveis que designam diferentes táxons do grupo da espécie dentro do mesmo gênero ou táxons objetivamente diferentes dentro do grupo do gênero ou do grupo da família. Os adjetivos  "sênior" e "júnior" aplicam-se, respectivamente, ao primeiro e ao último dentre dois homônimos. Pela Lei da Homonímia qualquer nome que for homônimo júnior de um nome disponível deve ser rejeitado e substituído. Sendo assim, o homônimo sênior constitui o nome válido para o táxon e o homônimo júnior o nome substituído. Em casos que o homônimo sênior seja arcaico e não predominantemente utilizado, é possível declará-lo um nomen oblitum, invalidando-o, enquanto o homônimo júnior é preservado como um nomen protectum. 
Exemplos de homônimos:
- Georges Cuvier, em 1797, propôs o gênero Echidna para o táxon aculeatus; entretanto, Johann Reinhold Forster já tinha publicado o termo Echidna em 1777 como gênero de moreias da família Muraenidae. Forster utilizando o Princípio da Prioridade considerou o termo de Cuvier homônimo júnior. Johann Karl Wilhelm Illiger, em 1811, publicou o nome substituto Tachyglossus para a espécie mamífera.
- O nome Colax foi dado por autores diferentes a um gênero de lepidópteros (Hubner, 1816) e um de dípteros (Wiedemann, 1824). Por ser primeiramente aplicado ao lepidóptero, o homônimo júnior tornou-se inválido; e Wandolleck (1897) descobridor da homonímia atribuiu ao gênero díptero o nome de Atriadops. [1]

Ambos os Códigos (Botânico, Zoológico e Bacteriológico) somente consideram os táxons regidos no seu respectivo escopo. Nesse caso se um animal tiver o mesmo nome que uma planta, ambos são considerados válidos. Exemplos, Dracaena um gênero da família Teiidae e Dracaena um gênero botânico da família Agavaceae; Erica um gênero de aracnídeos e Erica um gênero de plantas da família Ericaceae.